# 日本作文の会
日本作文の会（にほんさくぶんのかい）とは、作文教育・生活綴方教育を中心に研究している民間教育研究団体である。1950年に、「日本綴方の会」として発足し、翌年「日本作文の会」と改称する。略称は、「日作（にっさく）」。

## 概要
一般に民間教育研究運動と呼ばれる、主として小学校・中学校・高等学校の教師たちを中心とした研究団体の一つで、教師が現場での教育実践の記録を執筆、出版するといった活動の多くは、この団体の中から生まれてきたものといってもよい。機関誌は、月刊誌『作文と教育』（百合出版、月刊。2009年4月号より本の泉社から刊行）である。1952年以来（1952年から1955年までは「作文教育全国協議会」と称した）、毎年夏に1000人規模の作文教育研究大会を開催している。
日本作文の会の代表的な人物には、国分一太郎、無着成恭、田宮輝夫らがいる。また、教育学者・小川太郎や社会学者・鶴見和子らも積極的な支持を行っていた。集大成としては、『生活綴方的教育方法』や『日本綴方風土記』『日本の子どもと生活綴方の50年』などの著作がある。